# Mastertronic
Mastertronic – wydawca i dystrybutor niedrogich gier komputerowych. Firma założona została w roku 1983, zaś pierwsze tytuły sygnowane jej logo trafiły na rynek 1 kwietnia 1984. W czasie najlepszych wyników firma Mastertronic była czołowym brytyjskim wydawcą oprogramowania komputerowego, co osiągnęła poprzez sprzedaż swoich wydawnictw na kasetach magnetofonowych w cenie 1,99 lub 2,99 GBP – ceny większości oprogramowania nie schodziły wówczas poniżej poziomu 6 funtów. Będąc jedynym sprzedawcą hurtowym tytułów wydawanych przez Woolworths Group plc, Toys „Я” Us oraz innych wydawców, Mastertronic sprzedawał swoje tytuły również w punktach sprzedaży prasy, co było działaniem poprzednio w tym sektorze rynku niepraktykowanym.
Zróżnicowanie działań firmy w późniejszym okresie jej istnienia doprowadziło do wprowadzenia jej na rynek amerykański, jak też do powstania nieudanego działu automatów do gier, Arcadia Systems. Największym sukcesem firmy okazało się wprowadzenie na rynek brytyjski urządzenia Sega Master System. Doprowadziło to do czasowego przewyższenia sprzedaży Sega Master System nad najpoważniejszym rywalem, NES, jak też stało się głównym czynnikiem zainwestowania i wykupienia firmy przez Virgin Group.
W miarę zmniejszania się rynku niedrogich gier komputerowych, główną część działań firmy przejęła dystrybucja urządzeń firmy Sega. Firma została sprzedana, zaś następnie wchłonięta przez Segę. Choć Mastertronic nie istnieje już w swojej pierwotnej formie, prawo do korzystania ze znaku towarowego zakupiła inna firma, dziś znana pod nazwą Mastertronic Group, zajmująca się dystrybucją niedrogich programów dla komputerów osobistych i będąca również właścicielem Sold Out Software.

## Historia

### Początki
W roku 1983 Martin Alper, Frank Herman i Alan Sharam założyli przedsiębiorstwo dystrybuujące gry komputerowe o nazwie Mastertronic. Nazwa przedsiębiorstwa wzięła się od przedrostka master, którym firmowało ono swoje wcześniejsze działania – firma Mastersound rozpowszechniała muzykę, zaś Mastervision materiały wideo, żadne z tych działań firmy nie było jednak udane. Trójka założycieli miała wsparcie finansowe grupy niezależnych inwestorów oraz dotychczasowe doświadczenie w dystrybucji gier wideo, nie wiedząc jednak wiele o samym produkcji (jak przyznają, nie grywali w gry wideo). Pierwotnie oferowali oni zestawy składające się ze 100 kaset, rozsyłane do punktów prasowych, sklepów z zabawkami, stacji obsługi samochodów i dowolnego podmiotu, który taki zestaw by zakupił. W roku 1984 sprzedawcy na ogólnie pojętym rynku konsumenckim najczęściej odmawiali zakupu tak ryzykownego towaru z uwagi na jego niską jakość i potencjał sprzedaży. Mastertronic przezwyciężył ich opory, dostarczając regularnie dobrze sprzedające się gry o dobrej jakości i niewygórowanych cenach – w sytuacji, gdy pozostali wydawcy rozprowadzali swoje tytuły w cenie 6 GBP, tytuły Mastertronica nie przekraczały ceny 3 funtów. Firma oficjalnie rozpoczęła działalność 1 kwietnia 1984, działając w biurze na londyńskim West Enddzie.

### Nowe marki, rozszerzenie rynku i zróżnicowanie działań
Pod koniec roku 1985 Mastertronic wprowadził na rynek markę M.A.D. (Mastertronic's Added Dimension). Oznaczało to otwartą drogę do sprzedawania gier po wyższych cenach (2,99 GBP). Pierwszym tytułem sygnowanym nową marką była gra The Last V8.
Martin Alper, obdarzony najlepszym zmysłem marketingowym z trójki założycieli, udał się w roku 1986 do Stanów Zjednoczonych, by otworzyć firmę Mastertronic Inc.. Brytyjskim oddziałem firmy zarządzał Frank Herman, zaś Alan Sharam za swoją specjalizację w firmie obrał sprzedaż i logistykę (magazynowanie, pakowanie, kontrolę planów produkcji). W roku 1986 wraz z rozrostem firmy, Mastertronic wprowadził na rynek kolejną markę – Entertainment USA, która zadebiutowała po podjęciu współpracy z szeregiem amerykańskich twórców gier, w tym Sculptured Software i Randall Masteller. Przedsiębiorstwa te chciały mieć możliwość rozprowadzania gier na rynku brytyjskim, w czym dopomógł im Mastertronic, często posiłkując się osobami Roba Hobbarda czy Davida Whittakera, którzy opracowywali nową oprawę muzyczną dystrybuowanych gier.
W roku 1987 Mastertronic zdecydował o rozszerzeniu dystrybucji oprogramowania i rozpoczął eksport do Ameryki, co zaowocowało powstaniem marki Bulldog, której nazwa powstała od Bulldog Distribution, małego dystrybutora gier, który w wyniku kłopotów finansowych został wykupiony rok wcześniej. Dla wydawców chcących wydać swoje wcześniejsze tytuły po niższych cenach opracowywano nowe nazwy marek, gdzie przykładami są Rack-it (Hewson) i Americana (US Gold). W opisywanym okresie rynek niedrogich gier komputerowych zaczął się już jednak kurczyć. Przykładowo, dany tytuł mógł sprzedać 50 tysięcy kopii w roku 1986, lecz jedynie 15 tysięcy w roku 1988, a w roku 1990 – 5 tysięcy. Było to pochodną ostrzejszej konkurencji na rynku.
Firma Mastertronic wykupiła Melbourne House, która napotkała problemy natury finansowej, zachowując jednak jej nazwę, mając do tego prawo do zatrzymania ponownego wydawania w niższych cenach takich tytułów, jak The Way of the Exploding Fist. W ten sposób powstała marka Ricochet, sprzedająca w cenie 1,99 GBP tytuły takie, jak Crazy Comets i Impossible Mission.

### Połączenie z Virgin Interactive
Po wykupieniu Melbourne House i w obliczu wysokich kosztów, które pociągał za sobą projekt Arcadia, Mastertronic doświadczył problemów z płynnością finansową. W tym czasie firmą zainteresował się koncern Virgin, a Richard Branson, jego właściciel, zakupił 45% pozostających w rękach inwestorów zewnętrznych udziałów w Mastertronic. Pozostałe 55% akcji pozostawało w rękach Alpera (25%), Hermana (20%) i Sharama (10%) do roku 1988, kiedy to sprzedali je, podpisując skomplikowaną umowę, w myśl której mieli oni nadal pozostać aktywnymi osobami w firmie, wykazując określoną dochodowość i płynność finansową. Firma zmieniła nazwę na Mastertronic Group Ltd. i w późniejszym okresie połączona została z Virgin Games, tworząc Virgin Mastertronic. Firma Virgin dysponowała własną grupą programistów i wiele ze swoich tytułów opracowywała samodzielnie, co stanowiło odmienne podejście do tego, do którego przywykli pracownicy Mastertronic.
Frank Herman zauważył na początku roku 1987, że Sega nie dysponuje dystrybutorem urządzeń Master System na rynku brytyjskim. W tym samym roku Mastertronic osiągnął dobre wyniki sprzedaży i został mianowany oficjalnym przedstawicielem Segi również na rynku francuskim i niemieckim. W ten sposób powstała firma Sega Europe. Branson najprawdopodobniej chciał kupić firmę Mastertronic częściowo motywowany rosnącym rynkiem dla projektów Segi w Europie.

### Przejęcie Segi
Po połączeniu obu firm całość wysiłków marketingowych skierowano na segment gier o wyższej cenie, sprzedawanych pod szyldem Melbourne House i było jasne, że rynek gier o niskiej cenie upada; konkurencja stała się silna, gdyż każda firma odświeżała swoje stare tytuły w nowych, niższych cenach. Dodatkowo, osoby kupujące wcześniej komputery ośmiobitowe nabywały konsole Sega i Nintendo. Sprzedaż konsol Sega podniosła się na tyle, że zaniechano głębszych działań w pierwotnej branży Mastertronica. Choć zwiększano zatrudnienie w przedsiębiorstwie, wszystkich noworekrutowanych pracowników kierowano do działu zajmującego się sprzedażą produktów Sega. Do roku 1991 prawie całość obrotów, jak też zysku firmy pochodziła z tego właśnie segmentu rynku.
Skutkiem powyższego, prawie całość obsady firmy przeszła do segmentu Segi po połączeniu z Virgin, nieliczni tylko programiści pozostali przy działaniach wydawniczych, które przemianowano po niedługim czasie na Virgin Interactive Entertainment. Po połączeniu z Segą, Frank Herman został mianowany wicedyrektorem Sega Europe, zaś Alan Sharam – dyrektorem zarządzającym Sega UK. Martin Alper opuścił Wielką Brytanię, przeprowadzając się do USA.

## Wpływ na przemysł gier komputerowych
W porównaniu z najpoważniejszymi konkurentami, Mastertronic był przedsięwzięciem wysoce profesjonalnym. Zarząd firmy zrozumiał, że pozyskiwanie tytułów było operacją prostą, zaś problemami było ich rozprowadzanie i marketing. Położono nacisk na stworzenie wizerunku marki, ustanowienie sieci dystrybucji, przekonanie sklepów zlokalizowanych w ważniejszych dzielnicach handlowych do kupowania oferowanych produktów i zapewnienie sprawnego działania powielaczy taśm magnetycznych i drukarek, by szybko produkować wiele kopii uznanych tytułów.
Mastertronic stał się pionierem umieszczania w prawym górnym rogu wkładki każdej wydawanej gry kolorowego trójkąta, zaś na grzbiecie – prostokąta zawierającego numer katalogowy oraz format gry (oznaczenia gier wydawanych na ZX Spectrum były żółte, dla Commodore 64 – czerwone, Amstrada – pomarańczowe, zaś MSX – białe). Doprowadziło to do powielania tego rozwiązania przez innych wydawców gier, z zachowaniem jednak schematu kolorów, dla łatwiejszej identyfikacji produktu przez odbiorców. Mastertronic poszedł o krok dalej, sprzedając tytuły wycenione na 1,99 funta w odpowiednio kolorowych pudełkach.
Większość wczesnych wydawnictw firmy pochodziło z dwóch źródeł – od braci Darling, którzy natychmiast po zerwaniu umowy z Mastertronic założyli Codemasters (przez 15 miesięcy działania firmy sprzedano 700 tysięcy kopii gier ich autorstwa) i Mr. Chip Software (później Magnetic Fields), która gry dla Mastertronica pisała przez 15 miesięcy od stworzenia firmy, sprzedając łącznie 395 tysięcy egzemplarzy swoich tytułów. Sam Mastertronic nigdy nie zatrudniał własnych programistów do pisania gier – całość oferty katalogowej firmy przedstawiały tytuły pozyskane od innych wydawców lub od niezależnych programistów. Było to znakomite podejście do szybkiego wydawania gier o zróżnicowanej tematyce; w tym okresie wielu niezależnych autorów chciało się dorobić na pisaniu gier. Nie było to wprawdzie sensowne z punktu widzenia produkcji serii wydawniczych czy gier o wysokim stopniu skomplikowania, lecz owocowało niskimi narzutami i wyprowadzało na zewnątrz elementy ryzyka związane z opracowywaniem programów. Mastertronic zatrudniał specjalistów w dziedzinie oceny i testowania gier, by ośmielać autorów i dawać im wsparcie techniczne. Wsparcie pochodziło również od kilku autorów gier, w tym Nigela Johnstone’a, Richarda Aplina, Stephena N. Curtisa i Tony’ego Takoushi.
Jednym z najpoważniejszych rynków zbytu dla produktów Mastertronic była grupa posiadaczy komputera Commodore 64. Rob Hubbard, uznany kompozytor muzyki na ten komputer, napisał szereg utworów ilustrujących tytuły Mastertronica, w tym One Man and his Droid, Hunter Patrol, Spellbound, Action Biker, Phantoms of the Asteroid i Master of Magic. Tytuły te nadal uważane są przez entuzjastów gier komputerowych za produkcje klasyczne, a muzyka tak wysokiej jakości w tanich grach komputerowych znacznie podwyższyła reputację wydawcy. Z uwagi jednak na niski zysk ze sprzedaży jednego egzemplarza gry, Mastertronic nie mógł sobie pozwolić na kampanie reklamowe o takim zasięgu, jaki przypadł w udziale innym firmom z branży gier komputerowych.

## „Nowy” Mastertronic
Choć firma Mastertronic nie istnieje już w swej wyjściowej postaci, gdyż została przejęta przez struktury korporacji Sega, jej nazwa została wykupiona przez firmę znaną obecnie pod nazwą Mastertronic Group. Frank Herman, jeden ze współzałożycieli Mastertronica, jak też były prezes Sega Europe, przeszedł do nowo utworzonej firmy i był jednym z negocjatorów w procesie pozyskania jej nazwy od Segi.
Nowa grupa Mastertronic podzielona jest na trzy oddziały: Mastertronic Games, The Producers (produkcja) i Mad4Games (serwis z grami dla telefonów komórkowych). Grupa wykupiła również dystrybutora niedrogich gier Sold Out Games. Zatrzymano również w tym przypadku nazwę firmy i wykorzystuje się ją do sprzedaży gier w cenie 5 GBP (często w ofercie „3 gry za 10 funtów”). Firma dystrybuuje również oprogramowanie pod wcześniej stworzonym szyldem M.A.D., w cenie 10 funtów (lub oferując 3 gry za 20 funtów).
Mastertronic wprowadził na rynek markę Great Indie Games, dystrybuującą w sklepach niezależne gry dostępne uprzednio wyłącznie w sieci Internet.